# Bielovodská dolina
Bielovodská dolina (polsky Dolina Białej Wody) je jediné údolí Tater alpského rázu. Je to nejdelší údolí celých Vysokých Tater. Leží na území Slovenska a Polska. Slovenská část se nachází v katastrálních územích města Vysoké Tatry a obce Tatranská Javorina v okrese Poprad v Prešovském kraji.

## Hranice údolí
Na východě ho hřeben Horvátova vrchu až po Širokou odděluje od Široké doliny. Na jih pokračující hřeben přes Široké sedlo, Štít nad Zeleným, Javorové vrchy a veže až po Malý Javorový štít tvoří hranici s Javorovou dolinou. Hlavní hřeben Vysokých Tater ji na jihu odděluje postupně směrem k západu od Veľké Studené doliny po Východnou Vysokou, od Velické doliny po Zadný Gerlach, od Zlomiskové doliny po Popradský Ľadový štít a konečně od Žabí doliny po Rysy. Hraniční Žabí hrebeň ji odděluje od polské větve doliny nazývané Dolina Rybiego potoku, kterou na jihu dělí Hlavní hřeben Vysokých Tater také od Žabí doliny až po Hincovou vežu a také od Hincovy po Čubrinu, Temnosmrečinské po Kotolnici a Kobylí doliny po Hladký štít. Na západě díky Dolině Pięciu Stawów Polskich hraničí i s Tichou dolinou po Svinici a Dolinou Gąsienicowa po Skrajny Granat a dále na sever s Dolinou Pańszczyca.

### Boční doliny a žlaby
V horní části se větví na Litvorovou, Kačací, Ťažkou a Svišťovou dolinu.
- východ: Červená dolina, Rozpadliny, Spismichalova dolina, Litvorov žľab, Rovienky, Zadné Rovienky, Svišťová dolina
- jih: Kačacia dolina, Litvorová dolina, Zamrznutý kotol, Železná kotlina, Kačací žľab
- západ: Ťažká dolina, Spádová dolinka, Žabia Bielovodská dolina (Žabia dolina bielovodská)[1]
- Polsko: Dolina Rybiego potoku, Dolina Roztoki, Dolina Pięciu Stawów Polskich

## Vodstvo
Údolím protéká Biela voda. V samotné Bielovodské dolině nejsou žádná ledovcová jezera. Jsou jen v jejích bočních dolinách a odnožích:
- Kačacia dolina (Kačacie pliesko, Zelené Kačacie pleso, Jelenie pliesko)
- Litvorová dolina (Litvorové pleso)
- Rovienky (Rovienkové pleso)
- Svišťová dolina (Hrubé pleso)
- Ťažká dolina (Ťažké pleso, Zmrzlé pleso)
- Zamrznutý kotol (Zamrznuté pleso, Zamrznuté oká (7))
- Žabia Bielovodská dolina (Nižné Bielovodské Žabie pleso, Vyšné Bielovodské Žabie pleso)

## Přístup
Skrz Bielovodskou dolinu vede  modře značený turistický chodník z Lysé Polany přes Prielom na Zbojnickou chatu a dále až do Tatranské Lomnice, resp. do Starého Smokovce. Ze Zamrznutého kotle v horní části údolí se ještě dá  zeleně značenou cestou přejít přes Poľský hrebeň ke Slezskému domu ve Velické dolině a dále až do Tatranské Polianky, resp. do Starého Smokovce.

## Ochrana území
Slovenská část Bielovodské doliny je pokrytá stejnojmennou národní přírodní rezervací až k silnici 1. třídy I/66. V oblasti TANAPu se v severní části údolí pod vrcholem Skorušiniak nacházejí přírodní rezervace Čikovská a Pavlová.